# Deluge
Deluge är en bittorrentklient skriven i python och GTK+. Senaste stabila utgåvan är 1.3.15 och stödjer flera operativsystem, bland andra GNU/Linux, Mac OS X och Windows. Deluge bygger på libtorrent och kan användas dels som ett fristående program, dels som en klient som ansluter till en Deluge-server.